# Улица Новая Заря (Тверь)
Улица Но́вая Заря́ — улица в Заволжском районе Твери. Находится в исторической части города Затверечье.

## География
Улица Новая Заря начинается от тверского Екатерининского монастыря и улицы Кропоткина, продолжается в северном направлении и пересекает улицу Розы Люксембург, со сдвигом переходит главную улицу района — Академика Туполева. Идёт в северо-восточном направлении, пересекает 1-й Клубный, Казанский, Дурмановский, Третьяковский и Литейный переулки. Упирается в Затверецкий бульвар.
Общая протяжённость улицы Новая Заря составляет 1500 метров.

## История
Улица Новая Заря была образована в конце XVIII века в ходе регулярной застройки района Затверечье. Называлась Воскресенской улицей по расположенному недалеко храму Сергия Радонежского (другое название — Воскресения Христова. В середине XIX века стала называться Воздвиженской (или Крестовоздвиженской) улицей по находившемуся на северо-восточном углу с Никитским переулком Крестовоздвиженскому храму (не сохранился, по некоторым данным уничтожен бомбой во время ВОВ).
Застраивалась главным образом одно- и двухэтажными деревянными домами. В 1930 году была переименована советской властью в улицу Аванесова (революционер).
В 1930-х годах на нечётной стороне между 1-м Клубным и Казанским переулком была построена школа № 21. В 1938 году улица получила современное название по клубу «Новая Заря». В конце 1930-х годов её продлили до примыкания к Затверецкому бульвару. Продолжение было застроено частным сектором в 1950-х годах.
На северо-восточном углу с улицей Розы Люксембург в 1970-х годах были снесены 2 дома для увеличения радиуса поворота, но с 2007 года этот угол вновь застраивался.

## Здания и сооружения
- Дом 10 — дом жилой, 1 половина — середина XIX века.  памятник архитектуры (выявленный)[5].